# چگونه اژدهای خود را تربیت کنیم: دنیای پنهان
چگونه اژدهای خود را تربیت کنیم ۳ (انگلیسی: How to Train Your Dragon 3) فیلمی در ژانر فانتزی به کارگردانی دین دبلوا است. این فیلم که ادامه‌ای بر فیلم چگونه اژدهای خود را تربیت کنیم ۲ است، در ۱ مارس ۲۰۱۹ از سوی یونیورسال استودیوز منتشر شد. در این انیمیشن قرار است بار دیگر شاهد ماجراجویی جدیدی از هیکاپ باشیم که به رؤیای خود برای ایجاد یک آرمانشهر برای بی‌دندان و تمام اژدهایان جهان دست یافته‌است. حال خطر دیگری خانه و روستای هیکاپ را تهدید می‌کند و حاکمیت او به‌عنوان رئیس آن مورد آزمایش قرار خواهد گرفت. هیکاپ و بی‌دندان برای نجات خود باید تصمیم سخت و غیرممکنی را بگیرند.

## داستان
بعد از ماجراهای فیلم قبل هیکاپ رئیس برک شده و دارد اژدهایانی که اسیر شده‌اند را نجات می‌دهد. در هنگام گریمل شکارچی که همهٔ خشم شب هارا شکار نموده‌است، متوجه می‌شود هنوز بی دندان را شکار نکرده و اژدهای ماده خشم شب را برای طعمه به برک می‌فرستد.
در یک فلاش بک هیکاپ یاد حرف پدرش میفتد که جایی به نام دنیای پنهان وجود دارد که همهٔ اژدهایان در آنجا هستند در این هنگام بی دندان متوجه نسخهٔ ماده نوع اژدهای خود شده و آن را می‌بیند. آسترید و هیکاپ هم اورا دیده و اسم اورا خشم روز می‌گذارند. هافنات و هیکاپ به دنبال خشم روز به جنگل می‌روند و سرمی را می‌بینند که گریمل گذاشته و هیکاپ تله اژدهایی را خنثی می‌کند.
اریت به آنها می‌گوید که این سرم را گریمل درست کرده و همهٔ اینها نقشه اوست. دراین حین هیکاپ به خانه اش می‌رود تا مکانی از دنیای پنهان پیدا کند اما گریمل آنجاست و به او می‌گوید که بی دندان را شکار می‌کند اما در تله هیکاپ میفتد. هیکاپ و بقیه او را گیر می‌اندازند ولی با کمک اژدهایش فرار می‌کند. هیکاپ مردم را جمع کرده و به آنها می‌گوید که برک امن نیست و آنها برک را تخلیه می‌کنند.
در یک شب خشم روز، بی دندان را پیدا کرده و بعد از یک مدت هیکاپ را که بی دندان را تعقیب کرده می‌بیند و فرار می‌کند. هیکاپ برای بی دندان دمی درست می‌کند که بتواند تنهایی پرواز کند. هیکاپ و بقیه افرادش به خانه گریمل حمله می‌کنند ولی در تله اش میفتند و رافنات هم در آنجا می‌ماند. 
هیکاپ و استرید به دنبال بی‌دندان وارد دنیای پنهان می‌شوند و می‌بینند که بی دندان پادشاه آنجاست. هیکاپ و آسترید قصد ترک کردن آنجا را دارند که یک اژدها آنهارا دیده و قصد داشت که آنها را بکشد. بی دندان آنها را دیده و نجاتشان می‌دهد. خشم روز بی دندان را دنبال می‌کند و به او می‌رسد ولی رافنات با نقشه گریمل آزاد شده و افراد گریمل آن دو و بعضی از اژدهایان را می‌گیرند.
هیکاپ و بقیه به نجات اژدهایان می‌روند. گریمل خشم روز را کنترل می‌کند و هیکاپ با بی دندان به دنبال او می‌رود. گریمل با سرم بیهوش کننده بی دندان را بیهوش و هیکاپ خشم روز را آزاد کرده که به دنبال بی دندان برود، گریمل چتر نجات هیکاپ را پاره می‌کند و خشم روز بعد از اینکه بی دندان را نجات داد هیکاپ را نجات می‌دهد و گریمل می‌میرد.
هیکاپ و همهٔ مردم برک اژدهایانشان را آزاد کرده و هیکاپ و آسترید ازدواج می‌کنند. بعد از چند سال هیکاپ و آسترید و بچه‌هایشان بی دندان را دیده و دوباره روز از نو روزی از نو.